# Île Grosbois
Île Grosbois är en ö i Kanada.   Den ligger i provinsen Québec, i den sydöstra delen av landet, 180 km öster om huvudstaden Ottawa.  Ön är en del av nationalparken Îles-de-Boucherville och ligger i Saint Lawrencefloden nära Montréal.
Runt Île Grosbois är det i huvudsak tätbebyggt. Runt Île Grosbois är det mycket tätbefolkat, med 1 463 invånare per kvadratkilometer.